# Complement direct
În gramatica tradițională, complementul direct este partea de propoziție care exprimă ființa sau lucrul asupra căruia se răsfrânge direct o acțiune exercitată de cele mai multe ori de un verb, sau lucrul rezultat dintr-o acțiune.
Această definiție generală este precizată în gramaticile a diverse limbi prin felul cum este exprimat complementul direct: morfologic, pozițional sau structural.
Faptul dacă un verb poate avea sau nu complement direct depinde de înțelesul său. În această privință se disting verbele tranzitive, care pot avea complement direct, de cele intranzitive, care nu pot avea astfel de complement. În funcție de înțelesul verbului tranzitiv, pentru ca să poată fi vorba de o propoziție corectă, complementul direct este uneori obligatoriu (Atunci el spuse o prostie), alteori reprezentabil, adică poate fi omis, dar este totdeauna subînțeles [Am terminat (de scris)], sau facultativ, adică nu este nevoie nici să fie subînțeles: Citesc (un articol).

## Identificarea complementului direct
Criteriile de identificare a complementului direct depind de limba în cauză. Sunt limbi în care are o marcă morfologică mai mult sau mai puțin însemnată în funcție de limbă, și altele în care nu are asemenea marcă.

### După criterii morfologice
Complementul direct se identifică cel mai ușor când este exprimat printr-o parte de vorbire nominală, în limbile cu declinare, în care este la cazul acuzativ marcat de o desinență specifică. Așa este, de exemplu, o limbă ca maghiara, în care un asemenea complement direct are aproape totdeauna desinența -t: Készít valamit „Pregătește ceva”. În puținele cazuri când lipsește, omiterea ei este facultativă: la obiectul posedat cu posesor de persoana I sau a II-a singular (Veszem a kalapom / a kalapomat „Îmi iau pălăria”), la pronumele personal de persoana I sau a II-a singular (engem sau engemet „pe mine”, téged sau tégedet „pe tine”), la pronumele personale de întărire de persoana I sau a II-a singular: Magad / Magadat szidod „Pe tine însuți/însăți te insulți”.
În limbi cum sunt cele din diasistemul slav de centru-sud, complementul direct exprimat printr-o parte de vorbire nominală stă în cazul acuzativ fără prepoziție. Exemple: Napišite mi adresu „Scrieți-mi adresa”, Video sam nekoga u dnu sobe „Am văzut pe cineva la capătul camerei”. Este adevărat că în aceste limbi desinența de acuzativ nu este totdeauna aceeași, cum este în maghiară, depinzând de gen și de număr, și că în unele cazuri este aceeași ca a nominativului, bunăoară la substantivele inanimate masculine și la cele neutre: Onoga dana dogradismo krov „În ziua aceea am construit acoperișul”, Pišem pismo „Scriu o scrisoare”.
Româna este o limbă cu declinare redusă față de cea a limbilor menționate mai sus. Complementul direct este tot la acuzativ, dar nu există desinență pentru acest caz. Se identifică de obicei prin metode ca cele din limbile fără declinare (vezi mai jos). Singurul morfem al acuzativului este prepoziția pe, cu folosire limitată în general la numele de persoane proprii și la cele comune determinate hotărât, precum și la pronumele care se referă la asemenea substantive sau la inanimate: L-au chemat pe directorul școlii, Îl cunosc pe fiecare.
Este și mai limitată marcarea morfologică a complementului direct într-o limbă ca spaniola, ale cărei gramatici nu operează cu noțiunea de declinare. În general, aceleași categorii de complemente directe care în română se folosesc cu pe, în spaniolă se folosesc cu prepoziția a, dar această prepoziție se mai folosește și cu complementul indirect corespunzător celui în dativ fără prepoziție din română: Busco a mi amigo „Îl caut pe prietenul meu” vs. Mateo dio un beso a su madre „Mateo i-a dat un sărut mamei sale”.

### După alte criterii
Numai alte mijloace de identificare funcționează în limbi total lipsite de marcă morfologică pentru complementul direct, în afara unor pronume personale care au altă formă în această funcție decât în cea de subiect, deși unele au formă identică în funcția de complement direct și în cea de complement indirect fără prepoziție. În limba engleză, de exemplu, complementul direct exprimat prin substantiv se recunoaște prin locul în propoziție și prin trăsături structurale, adică prin aceea că nu are prepoziție și stă după predicat. Dacă acesta nu mai are alt complement, complementul direct stă imediat după el (The cat bit the dog „Pisica a mușcat câinele”). În caz că are și complement indirect fără prepoziție corespunzător celui în dativ din română, atunci CD stă după acesta (The teacher gave the girl a letter), iar dacă complementul indirect are prepoziția to, atunci CD stă înaintea acestuia: The teacher gave a letter to the girl „Profesorul i-a dat fetei o scrisoare”.
Situația este asemănătoare în limba franceză. În gramatici ale acesteia se găsește definiția conform căreia complementul direct este un grup nominal fără prepoziție subordonat unui verb tranzitiv (ex. Il lit un livre „Citește o carte”). Este valabil și în această limbă că într-o propoziție formată din subiect, predicat și complement direct, în care nicio parte de propoziție nu este scoasă în evidență, este imposibilă schimbarea locului complementului direct, care este totdeauna după predicat.
Mai ales în gramaticile limbilor care nu dispun de mijloace morfologice de identificare a complementului direct, se folosesc și alte metode pentru recunoașterea sa. Unul constă în transformarea construcției active a propoziției în construcție pasivă, prin care numai complementul direct poate deveni subiect: Exemplu în franceză:
| Diateză | Subiect  | Predicat |                                    |                               |
| Activă: | L’enfant | lit      | le livre (complement direct)       | „Copilul citește cartea”      |
| Pasivă: | Le livre | est lu   | par l’enfant (complement de agent) | „Cartea este citită de copil” |

Exemplu în engleză:
| Diateză | Subiect   | Predicat                           |                               |                        |
| Activă: | Philip    | is eating                          | the apple (complement direct) | „Philip mănâncă mărul” |
| Pasivă: | The apple | is being eaten „Mărul este mâncat” |                               |                        |

Conform altui criteriu tradițional, complement direct este cel cu care se poate răspunde unor întrebări specifice. În română acestea sunt pe cine? și ce?, deși cea din urmă poată fi pusă și pentru subiectul inanimat. Referitor la franceză nu există această rezervă:
- întrebare referitoare la o persoană: J’aime ma soeur – Qui est-ce que j’aime ? – Ma sœur „O iubesc pe sora mea – Pe cine iubesc? – Pe sora mea”;
- întrebare referitoare la un inanimat: J’aime la musique – Qu’est-ce que j’aime ? – La musique „Îmi place muzica – Ce îmi place? – Muzica”.

În limbi în care din declinare s-au păstrat forme ale pronumelor personale specifice complementului direct (ex. franceza, spaniola), cel exprimat prin substantiv poate fi recunoscut și prin posibilitatea de a fi înlocuit cu un asemenea pronume: fr  L’enfant lit le livre „Copilul citește cartea → L’enfant le lit „Copilul o citește”.

## Regentul complementului direct
Complementul direct se subordonează în primul rând unui verb la un mod personal:
- tranzitiv: O conduc pe mama;
- intranzitiv care devine tranzitiv în unele situații: L-au îmbătrânit nevoile;
- unei expresii verbale tranzitive: A dus la capăt lucrul.

Se poate subordona și unui verb la un mod nepersonal. Exemple în maghiară:
- infinitiv: levelet írni „a scrie o scrisoare”;
- gerunziu: levelet írva „scriind o scrisoare”.

În această limbă, complementul direct se poate subordona și:
- formei numite participiu prezent: levelet író „care scrie o scrisoare”;
- substantivului care denumește acțiunea: levelet írás „scrierea unei scrisori”.

În unele gramatici sunt luate în vedere și alte părți de vorbire regente de complement direct:
- interjecția numită predicativă: Pleosc! o palmă[17];
- partea de vorbire numită „cuvânt introductor”: fr  Me voici „Iată-mă”, Te voilà enfin „Iată-te în sfârșit”[19].

## Părțile de vorbire prin care se exprimă complementul direct
În română, ca și în alte limbi, funcția de complement direct poate fi îndeplinită de orice substantiv, orice pronume, orice parte de vorbire substantivată, precum și de un verb la un mod nepersonal:
- substantiv: Citesc romanul;
- cuvânt substantivat:

- adjectiv: L-am ales pe cel bun;
- numeral: I-a anunțat pe trei;
- adverb: Zice nu;
- interjecție: Strigă „ura-a-a!”;

- pronume: Nu văd nimic;
- verb la gerunziu: Aud strigând;
- verb la supin: Ne-a dat de scris.

Verbul la infinitiv poate fi de asemenea complement direct în română, dar i se preferă propoziția completivă directă cu predicatul la conjunctiv: „Și a vorbi de la dânsa am învățat” (Ion Creangă). În alte limbi, infinitivul este mult mai frecvent, mai ales atunci când subiectul său este comun cu verbul regent:
- fr  Je désire sortir „Doresc să ies”[20];
- en  Philip wants to go „Philip vrea să meargă”[21];
- hr  On hoće spavati „El vrea să doarmă”[22];
- hu  Nem akarok vitatkozni „Nu vreau să discut în contradictoriu”[23].

## Tipuri de complement direct
Din punct de vedere semantic se poate deosebi pe de o parte complementul direct care numește pe cineva sau ceva ce exista și înainte de acțiune, și asupra căruia se exercită aceasta: ex. hu  eszi a kenyeret „mănâncă pâinea”, nézi a fiát „îl privește pe fiul său”.
Pe de altă parte există complementul direct rezultat al acțiunii, care numește ceva ce nu exista înainte de acțiune. Acel ceva continuă să existe și după încetarea acțiunii (ex. hu  varrja a ruhát „coase rochia”), sau încetează să mai existe odată cu terminarea acesteia. Acestui tip de complement îi aparține așa-numitul „complement intern”, cel subordonat unui verb care în altă situație este intranzitiv. Acesta poate fi exprimat printr-un substantiv din familia lexicală a verbului, în care caz construcția este numită figura etymologica (ex. en  to dance a dance „a dansa un dans”), dar poate fi și un substantiv cu același conținut noțional ca și verbul: fr  dormir son dernier sommeil „a-și dormi ultimul somn”.
Din punctul de vedere al determinării există complement direct determinat în mod definit și determinat în mod nedefinit, sau nedeterminat. În unele limbi, ca româna, această distincție nu este importantă, dar într-una precum maghiara are importanță, fiindcă de aceasta depind desinențele verbului. Cu complement direct definit, verbul are o serie de desinențe, iar cu CD nedefinit – altă serie. Exemple:
- Olvasom a könyvet „Citesc cartea”[26];
- Könyvet olvasok „Citesc o carte”[27].

## Structura complementului direct și construcții cu complement(e) direct(e)
Referitor la limba română, Constantinescu-Dobridor 1998 deosebește din acest punct de vedere următoarele tipuri de complement direct:
- simplu, reprezentant al unei părți de vorbire cu autonomie semantică: „După ce sfârși de arat câteva brazde..., flăcăul respiră adânc” (Liviu Rebreanu);
- complex, alcătuit dintr-o parte de vorbire cu sens lexical suficient, precedată de un adverb de mod de precizare, de întărire, de restricție sau de aproximație: L-a expediat și pe al treilea;
- multiplu, exprimat prin două sau mai multe cuvinte, reprezentante ale uneia sau mai multor părți de vorbire cu autonomie semantică, aflate în raport de coordonare: Pe tine și pe tata vă pasionează enigmele[28];
- dezvoltat, alcătuit, de exemplu, dintr-o construcție infinitivală (relativă sau nominală): N-are ce mânca.

În unele limbi, complementul direct poate fi și dublu exprimat, adică anticipat sau reluat printr-un pronume personal. În română, uneori dublarea este obligatorie, fie când se scoate în evidență complementul direct (Cartea am citit-o), fie când nu se scoate în evidență: L-am luat pe al tău.
În franceză, dublarea complementului direct se face pentru scoaterea sa în evidență: Il accomplira cette promesse „Va îndeplini această promisiune” vs. Et cette promesse, il l'accomplira „Iar această promisiune o va îndeplini”.
În română, unele verbe pot avea două complemente directe diferite, nici coordonate între ele, nici subordonate unul altuia, de obicei unul nume de ființă sau substitut al acestuia, iar celălalt inanimat: Te anunț ceva, Mă costă viața.